# Hexafly
L'Hexafly è un progetto di "livello 0", cofinanziato da Unione europea ed Agenzia spaziale europea, per lo sviluppo e realizzazione di un dimostratore ipersonico, inserito all'interno del Framework Program 7 dalla Commissione Europea il 31 marzo 2014.

## Scopo
Il progetto ha come obiettivo quello di validare in volo alcune delle tecnologie chiave del volo ipersonico (fino a Mach 8) trans-atmosferico per un futuro utilizzo in capsule, spazioplani (in generale per il rientro atmosferico) e jet ipersonici anche per il trasporto commerciale e civile.
A tale scopo, verrà realizzato un velivolo sperimentale, lo EFTV (Experimental Flight Test Vehicle), in cui verranno integrate diverse tecnologie spaziali, come i materiali high temperature, con tecnologie tipicamente aeronautiche.
I sei principali campi di ricerca saranno i seguenti:
1. Concept di velivolo ad alta velocità per valutare le performance generali in termini di efficienza di crociera, potenziale di autonomia, equilibrio aero-propulsivo, integrazione aerotermico-strutturale, ecc.
2. Aerodinamica ad alta velocità per valutare le forme aerodinamiche del veicolo con elevato rapporto L / D (rapporto portanza / resistenza), manovrabilità aerodinamica, stabilità, ecc.
3. Propulsione ad alta velocità per valutare le prestazioni dei dispositivi propulsivi ad alta velocità come prese d'aria, ugelli, compreso fenomeni quali combustione ad alta velocità, processi di miscelazione ad iniezione, ecc...
4. Materiali e strutture ad alta temperatura per prove di volo in condizioni realistiche, materiali leggeri ad alta resistenza alle alte temperature, concetti di raffreddamento attivo / passivo, aspetti di riusabilità in termini di ossidazione, fatica, ecc...
5. Controllo di volo ad alta velocità che richiede test in tempo reale di GNC (Guidance Navigation Control) in combinazione con tecnologie HMS / FDI (Health Monitoring Systems / Rilevamento e isolamento dei guasti)
6. Impatto ambientale ad alta velocità incentrato sulle tecniche di riduzione del boom sonico e sulla sensibilità delle emissioni ad alta quota di H20, CO2, NOx sulla stratosfera.

Studio fluidodinamico a Mach 8 dell' EFTV

## Progettazione
Il progetto è portato avanti da un consorzio di partner istituzionali europei che vede anche la partecipazione del CIRA nel ruolo di Project Engineer e Design Authority del velivolo e, quindi, come responsabile della configurazione di volo, di tutte le scelte progettuali e come coordinatore delle fasi di assemblaggio, integrazione, test nonché della definizione di altri aspetti essenziali del velivolo.

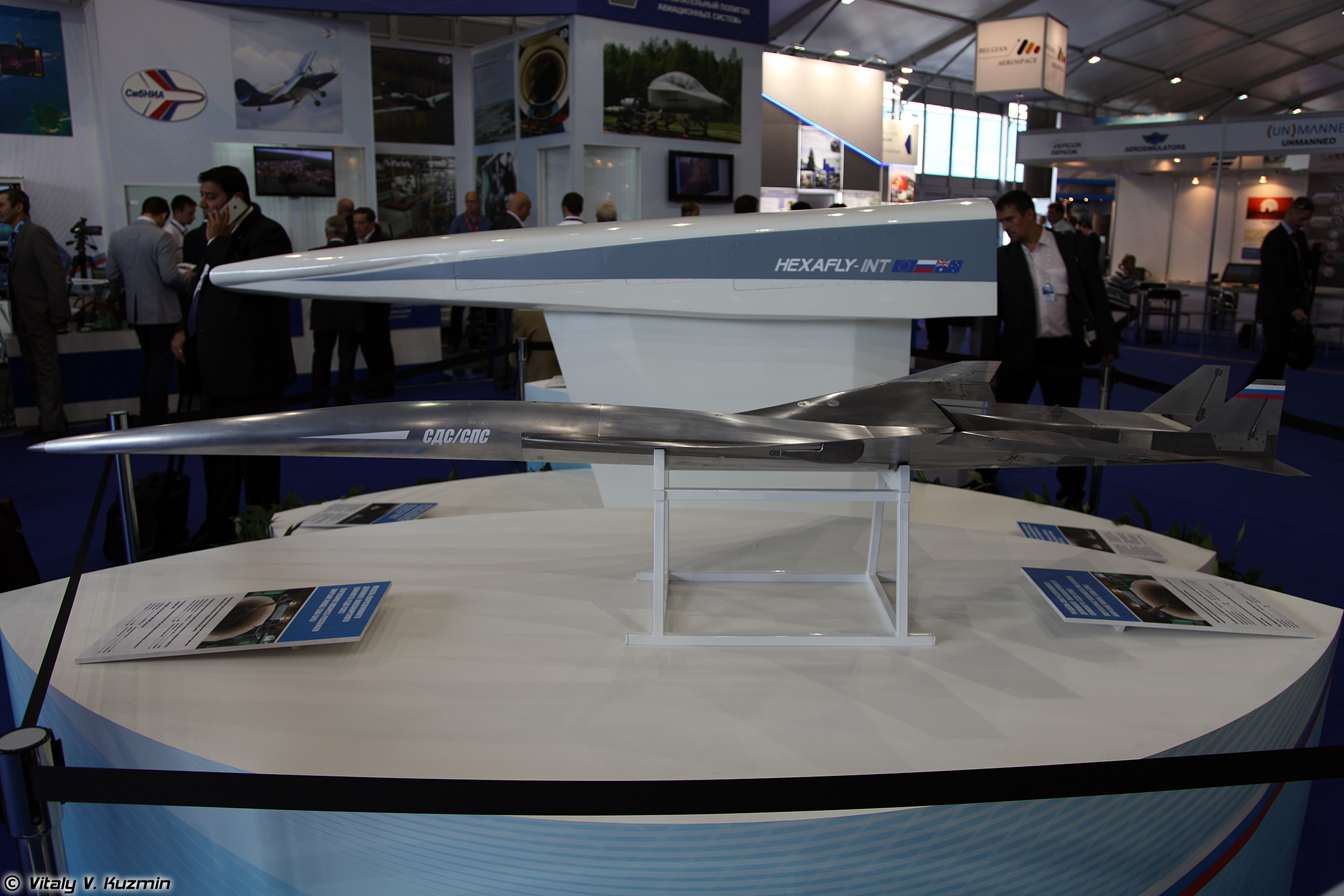
Modello dell'EFTV dietro il Modello di un velivolo supersonico business / passeggeri

## Tecnica
Per poter minimizzare la forte resistenza che si avrebbe alle velocità ipersoniche e supersoniche, il progetto prevede la realizzazione di un velivolo con una forma molto aerodinamica in grado di generare portanza per il volo anche con il corpo dell'apparecchio, che è tutt'uno con le ali. Il peso totale del velivolo è di circa 800 kg. La forma del velivolo è stata progettata in modo da essere controllabile alle elevatissime velocità che caratterizzano le fasi del volo sperimentale dove verranno raccolti i dati utili. La presa d'aria è posta in posizione dorsale molo avanzata mentre il motore, uno scramjet alimentato ad idrogeno liquido, è posto internamente al corpo centrale.
Le ali sono caratterizzate da una freccia alare di 80°, un angolo diedro negativo di 14°, mentre il bordo d'attacco si presenta con un filo arrotondato di 1 mm di diametro. Sul bordo di uscita delle ali sono presenti due alettoni (0,4 m di lunghezza e 0,32 m di larghezza) che possono essere deviati in modo simmetrico e asimmetrico, ed una coppia di impennaggi bideriva fissi.
La struttura esterna è quasi interamente in lega di titanio, mentre i bordi di attacco e gli alettoni sono in compositi ceramici C/C-SiC. Le parti metalliche esposte sono rivestite da ossido di zirconio per proteggerle dall'elevato carico termico delle fasi tran-supersoniche del volo.

## Profilo di missione
Il velivolo prevede il lancio tramite un razzo sonda, messo a disposizione da una cooperazione tra la tedesca DLR e il Cosmodromo di Alcântara in Brasile (anche se rimane l'opzione di utilizzare l'Andoya Rocket Range in Norvegia), fino al raggiungimento della quota di 90 km da dove, grazie a due superfici di controllo, sarà in grado di volare autonomamente in maniera stabile fino al raggiungimento della quota di circa 30 km. Durante tutte le fasi di lancio e volo saranno acquisiti, in tempo reale, i dati di volo attraverso più di cento sensori installati a bordo. Al termine della missione non è previsto il recupero del velivolo che quindi verrà distrutto.
Una versione successiva e più grande dell'EFTV sarà invece rilasciata in volo da un aereo trasportatore.
I dati sperimentali raccolti durante i voli verranno successivamente confrontati con i risultati dei modelli informatici fluidodinamici per validarne gli algoritmi o valutarne gli scostamenti e poter così apportare le correzioni necessarie.

## Costi e finanziamenti
Il costo totale del progetto è stimato in 830000 €, dei quali 600.000 Euro frutto di contributi europei mentre il resto verrà coperto dall'Agenzia Spaziale Europea, per una durata totale stimata della fase di test di volo di 18 mesi.